# Блицкриг II: Возмездие
Блицкриг II: Возмездие (англ. Blitzkrieg 2: Fall of the Reich, нем. Blitzkrieg 2: Das letzte Gefecht) — тематическое дополнение к компьютерной игре Блицкриг II, стратегия в реальном времени, разработанная российской компанией Nival Interactive и выпущенная компанией 1С 1 сентября 2006.
Игра посвящена заключительному этапу боевых действий на Восточном фронте Второй мировой войны. Игра содержит две фракции
- Германия
- СССР

Игроку предлагается две кампании, содержащие в себе по две главы (всего — по 8 миссий для каждой стороны). При игре за СССР это: операция «Багратион» и Будапештская операция (1944), за войска Германии — Курляндский котёл и Балатонская операция.
Игра использует практически неизменённый графический движок, использовавшийся в основной игре.
Как и в первой игре, в продолжении воссоздана оригинальная боевая техника военных лет. Общее количество различных единиц техники насчитывает более 300, пехоты — около 60.

## Особенности игры
Блицкриг II: Возмездие, так же как и Блицкриг II, содержит энциклопедию всех юнитов.

## Отзывы
| Сводный рейтинг | Сводный рейтинг |
| Агрегатор       | Оценка          |
| --------------- | --------------- |
| GameRankings    | 56,16 %         |